# Morgantown (Virgínia de l'Oest)
Morgantown és una població dels Estats Units a l'estat de Virgínia de l'Oest. Segons el cens del 2008 tenia 29.642 habitants.

## Demografia
Segons el cens del 2000, Morgantown tenia 26.809 habitants, 10.782 habitatges, i 4.183 famílies. La densitat de població era de 1.056,2 habitants per km².
Dels 10.782 habitatges en un 15% hi vivien nens de menys de 18 anys, en un 29,1% hi vivien parelles casades, en un 7% dones solteres, i en un 61,2% no eren unitats familiars. En el 37,3% dels habitatges hi vivien persones soles el 9,5% de les quals corresponia a persones de 65 anys o més que vivien soles. El nombre mitjà de persones vivint en cada habitatge era de 2,08 i el nombre mitjà de persones que vivien en cada família era de 2,76.
Per edats la població es repartia de la següent manera: un 11,1% tenia menys de 18 anys, un 44,7% entre 18 i 24, un 20,4% entre 25 i 44, un 13,5% de 45 a 60 i un 10,4% 65 anys o més.
L'edat mediana era de 23 anys. Per cada 100 dones de 18 o més anys hi havia 105 homes.
La renda mediana per habitatge era de 20.649$ i la renda mediana per família de 44.622$. Els homes tenien una renda mediana de 33.268$ mentre que les dones 24.944$. La renda per capita de la població era de 14.459$. Entorn del 15% de les famílies i el 38,4% de la població estaven per davall del llindar de pobresa.

## Poblacions més properes
El següent diagrama mostra les poblacions més properes.